# Ipomoea lindenii
Ipomoea lindenii ist eine Pflanzenart aus der Gattung der Prunkwinden (Ipomoea) aus der Familie der Windengewächse (Convolvulaceae). Die Art ist in Peru verbreitet.

## Beschreibung
Ipomoea lindenii ist ein kletternder Halbstrauch. Die Stängel sind glatt. Die Laubblätter besitzen eine herzförmig-eiförmige und zugespitzte Blattspreite, an der Spitze der Triebe können die Blätter auch eiförmig-lanzettlich sein.
Die Blütenstandsstiele sind 4 bis 6 mm lang und damit länger als die Blütenstiele, aber kürzer als die Blattstiele. Ein Blütenstand besteht aus einer bis drei Blüten. Die Kelchblätter sind ungleich lang, langgestreckt und vorn abgestumpft und schuppenrandig. Die trichterförmig-glockenförmige Krone ist gelb oder gelblich-weiß gefärbt, schwach gelappt und 2,5 bis 3,5 cm lang.
Die Früchte enthalten mit langen Trichomen filzig besetzte Samen.

## Verbreitung
Die Art kommt von Mexiko bis Venezuela und den peruanischen Regionen San Martín und Huanuco vor.

## Systematik
Innerhalb der Gattung der Prunkwinden (Ipomoea) wurde die Art lange Zeit in die Serie Anisomerae in der Sektion Eriospermum der Untergattung Eriospermum eingeordnet. Diese Serie hat sich jedoch als polyphyletisch erwiesen und wurde daher 1997 von Daniel F. Austin aufgelöst. Er platzierte die Art in die Serie Eriospermum.

## Belege